# Brasserie à vapeur de Kotka
La brasserie à vapeur de Kotka (finnois : Kotkan Höyrypanimo Oy) est une brasserie qui a fonctionné de 1895 à 1967. 
Le bâtiment de la brasserie situé dans le quartier Metsola est le deuxième bâtiment le plus ancien de Kotka en Finlande.

## Présentation
Situé dans le quartier Metsola à côté du rivage où le fleuve Kymijoki s'écoule dans le golfe de Finlande, le bâtiment de la brasserie conçu par l'architecte Alwin Jacobi et construit en 1894, est un bâtiment protégé d'une grande valeur architecturale et historique. 
La brasserie a cessé ses activités en 1967, lorsque Mallasjuoma a acheté l'exploitation et a cessé de brasser de la bière à Kotka. 
Après la cessation des activités, le bâtiment a abrité, entre autres, un atelier de réparation automobile, un lave-auto à vapeur, un tour à métaux et une entreprise de location d'équipement.
Au début des années 2000, le bâtiment a été rénové avec des installations de réunion et de formation pour les petits et les grands groupes. 
Quatre salles de réunion peuvent accueillir 14, 24, 40 et 56 personnes.
La salle de bal convertible accueille jusqu'à 250 participants pour les séminaires et les événements.
Le bâtiment abrite aussi le restaurant Keisarinsatama et une petite brasserie artisanale Kotkan höyrypanimo.